# Wydział Społeczno-Ekonomiczny Uniwersytetu Kardynała Stefana Wyszyńskiego
Wydział Społeczno-Ekonomiczny Uniwersytetu Kardynała Stefana Wyszyńskiego – jeden z 12 wydziałów Uniwersytetu Kardynała Stefana Wyszyńskiego w Warszawie.

## Historia
Wydział powstał w 2019 roku, na mocy zarządzenia Rektora UKSW w wyniku podziału Wydziału Nauk Historycznych i Społecznych na dwa osobne wydziały: Nauk Historycznych oraz Społeczno-Ekonomiczny.

## Kierunki kształcenia
Dostępne kierunki:   
- Bezpieczeństwo wewnętrzne (studia I i II stopnia)
- Ekonomia (studia I stopnia)
- Ekonomia menedżerska (studia II stopnia)
- Europeistyka (studia I stopnia)
- Politologia (studia I i II stopnia)
- Praca socjalna (studia I i II stopnia)
- Socjologia (studia I i II stopnia)
- Zarządzanie publiczne (studia I stopnia)

## Struktura organizacyjna

### Instytut Ekonomii i Finansów
Dyrektor: dr hab. Adam Koronowski
- Katedra Ekonomii
- Katedra Finansów
- Katedra Ekonomii Menedżerskiej

### Instytut Nauk o Polityce i Administracji
Dyrektor: prof. dr hab. Radosław Zenderowski
- Katedra Stosunków Międzynarodowych i Studiów Europejskich
- Katedra Polityk Publicznych
- Katedra Polityki Bezpieczeństwa
- Katedra Teorii Polityki i Myśli Politycznej
- Katedra Instytucji i Zachowań Politycznych
- Research Network on European Identity – międzynarodowa sieć badawcza

### Instytut Nauk Socjologicznych
Dyrektor: ks. dr hab. Artur Wysocki
- Katedra Socjologii Ogólnej
- Katedra Socjologii Religii
- Katedra Socjologii Kultury
- Katedra Socjologii Zdrowia i Pracy Socjalnej
- Katedra Socjologii Rodziny, Edukacji i Wychowania
- Zakład Metod Badawczych i Ewaluacji
- Zakład Gerontologii i Polityki Społecznej
- Pracownia Społecznych Problemów Współczesności

## Władze Wydziału
W kadencji 2020–2024:
| Stanowisko                                         | Imię i nazwisko           |
| -------------------------------------------------- | ------------------------- |
| Dziekan                                            | dr hab. Michał Gierycz    |
| Prodziekan ds. studenckich i administracji         | dr hab. Jolanta Łodzińska |
| Prodziekan ds. dydaktycznych i jakości kształcenia | dr hab. Andrzej Rudowski  |

## Poczet dziekanów
1. ks. prof. dr hab. Piotr Mazurkiewicz (2019–2020)
2. dr hab. Michał Gierycz (od 2020)